# کارلسون کمپانیز
کارلسون کمپانیز (انگلیسی: Carlson) شرکت مهمان‌نوازی آمریکایی است، که در سال ۱۹۳۸ توسط کورت کارلسون تأسیس شد.